# Elecciones federales de México de 2021 en Coahuila
Elecciones federales de México de 2021 en Coahuila.
Las elecciones federales de México de 2021 en Coahuila se llevaron a cabo el domingo 6 de junio de 2021, y en ellas se renovaron los siguientes cargos de elección popular:
- 7 diputados federales. Miembros de la cámara baja del Congreso de la Unión. Veinticuatro elegidos por mayoría simple. Todos ellos electos para un periodo de tres años a partir del 1 de agosto de 2021 con la posibilidad de reelección por hasta tres periodos adicionales.

## Resultados electorales

### Diputados federales por Coahuila

#### Diputados Electos
| Candidato                      | Partido | Distrito | Tipo de elección |
| ------------------------------ | ------- | -------- | ---------------- |
| Brígido Moreno Hernández       |         | 1        | Mayoría relativa |
| Francisco Javier Borrego Adame |         | 2        | Mayoría relativa |
| Cristina Amezcua González      |         | 3        | Mayoría relativa |
| Jericó Abramo Masso            |         | 4        | Mayoría relativa |
| José Antonio Gutiérrez Jardón  |         | 5        | Mayoría relativa |
| Shamir Fernández Hernández     |         | 6        | Mayoría relativa |
| Jaime Bueno Zertuche           |         | 7        | Mayoría relativa |

#### Resultados
|  | 39.50 % |

|  | 33.12 % |

|  | 14.53 % |

|  | 3.00 % |

|  | 2.09 % |

|  | 1.79 % |

|  | 1.67 % |

|  | 1.14 % |

|  | 0.69 % |

|  | 0.38 % |

|  | 2.05 % |

|  | 0.04 % |

|  | 100 % |

|  | 57.82 % |

## Resultados por distrito electoral

### Distrito 1. Piedras Negras
|  | 49.45 % |

|  | 31.53 % |

|  | 11.71 % |

|  | 1.72 % |

|  | 1.38 % |

|  | 0.99 % |

|  | 0.57 % |

|  | 0.55 % |

|  | 2.05 % |

|  | 0.05 % |

|  | 100 % |

|  | 52.13 % |

### Distrito 2. San Pedro
|  | 44.21 % |

|  | 38.59 % |

|  | 9.35 % |

|  | 1.64 % |

|  | 1.61 % |

|  | 0.98 % |

|  | 0.97 % |

|  | 0.45 % |

|  | 2.16 % |

|  | 0.04 % |

|  | 100 % |

|  | 62.43 % |

### Distrito 3. Monclova
|  | 31.90 % |

|  | 29.38 % |

|  | 28.28 % |

|  | 4.52 % |

|  | 2.72 % |

|  | 0.56 % |

|  | 0.53 % |

|  | 0.29 % |

|  | 1.80 % |

|  | 0.02 % |

|  | 100 % |

|  | 58.64 % |

### Distrito 4. Saltillo
|  | 48.91 % |

|  | 33.51 % |

|  | 10.87 % |

|  | 2.08 % |

|  | 0.78 % |

|  | 0.72 % |

|  | 0.69 % |

|  | 0.27 % |

|  | 2.12 % |

|  | 0.03 % |

|  | 100 % |

|  | 54.32 % |

### Distrito 5. Torreón
|  | 39.00 % |

|  | 33.85 % |

|  | 22.67 % |

|  | 0.88 % |

|  | 0.75 % |

|  | 0.54 % |

|  | 0.33 % |

|  | 0.32 % |

|  | 1.62 % |

|  | 0.04 % |

|  | 100 % |

|  | 62.59 % |

### Distrito 6. Torreón
|  | 42.38 % |

|  | 38.14 % |

|  | 11.30 % |

|  | 2.88 % |

|  | 1.30 % |

|  | 1.10 % |

|  | 0.53 % |

|  | 0.37 % |

|  | 1.98 % |

|  | 0.03 % |

|  | 100 % |

|  | 59.71 % |

### Distrito 7. Saltillo
|  | 44.12 % |

|  | 33.51 % |

|  | 6.98 % |

|  | 3.45 % |

|  | 2.70 % |

|  | 2.41 % |

|  | 1.87 % |

|  | 1.06 % |

|  | 0.78 % |

|  | 0.43 % |

|  | 2.64 % |

|  | 0.05 % |

|  | 100 % |

|  | 54.05 % |